# ホールインワン (パチスロ)
ホールインワンとは、山佐から1991年に発売されたパチスロ機である。山佐3号機第2弾である。

## 概要
ゴルフをモチーフにした機種でBAR図柄は「PAR」、シングルボーナス図柄はゴルフボールになっている。
「バーディーチャンス」と呼ばれるシングルボーナスの集中がメインのA-Cタイプ。一度集中に入るとコインを一気に吐き出す波の荒い台であった。同時期に登場した集中機コンチネンタルIIIに人気を奪われ、ヒットとはならなかった。
- ビッグボーナス、レギュラーボーナス確率は共に全設定390分の1。
- 集中突入確率は設定毎に大きく差が設けられていた。
- 集中（バーディーチャンス）に突入するとビッグボーナスに当選するか280分の1のパンク抽選に当たるまでシングルボーナスが高確率で揃うため、一気にコインを吐き出すことがある。
- 山佐パターンによるリーチ目でビッグとレギュラーを察知する。なお、ボーナスの代用絵柄に「パラソル」が採用されている。
- ボーナスゲームでの音楽はスーパープラネットと同様に「もろびとこぞりて」が使用されていた。
- 集中突入に関してはリーチ目がないため、シングルボーナスの出方で判断するしかないが、見分け方の一例として、最初に揃ったシングルボーナスより、12G以内にシングルボーナスが4回入賞すれば可能性が高い。

## ボーナス確率
| 設定 | BIG      | REG      | 集中     |
| ---- | -------- | -------- | -------- |
| 1    | 1/390.10 | 1/390.10 | 1/6553.6 |
| 2    | 1/390.10 | 1/390.10 | 1/3276.8 |
| 3    | 1/390.10 | 1/390.10 | 1/2184.5 |
| 4    | 1/390.10 | 1/390.10 | 1/1638.4 |
| 5    | 1/390.10 | 1/390.10 | 1/1310.7 |
| 6    | 1/390.10 | 1/390.10 | 1/ 936.2 |

※ メーカー発表の数値